# دانيلي بيناتي
دانيلي بيناتي (بالإيطالية: Daniele Bennati)‏ مواليد 24 سبتمبر 1980 في أريتسو، هو دراج إيطالي في صنف سباق الدراجات على الطريق.

## سجل النتائج

### سباقات أو مراحل فاز بها
| التاريخ        | السباق                      | المركز                                           |
| -------------- | --------------------------- | ------------------------------------------------ |
| 06 أبريل 2005  | غنت-وفلجم 2005              | الثالث في التصنيف العام                          |
| 01 مايو 2005   | جيرو دي توسكانا 2005        | الفائز في التصنيف العام                          |
| 23 أغسطس 2005  | طواف إينكو 2005             | الخامس في تصنيف النقاط، السابع في تصنيف أفضل شاب |
| 23 أغسطس 2005  | دويتشلاند تور 2005          |                                                  |
| 04 سبتمبر 2005 | 2005 Giro della Romagna     |                                                  |
| 09 أكتوبر 2005 | باريس تورز 2005             |                                                  |
| 01 يناير 2006  | غران بيمونتي 2006           | الفائز في التصنيف العام                          |
| 01 يناير 2006  | طواف سويسرا 2006            | الأول في تصنيف النقاط                            |
| 30 أبريل 2006  | طواف روماندي 2006           | العاشر في تصنيف النقاط                           |
| 21 مايو 2006   | فولتا كاتالونيا 2006        | الثاني في تصنيف النقاط                           |
| 03 يونيو 2006  | ميموريال ماركو بانتاني 2006 | الفائز في التصنيف العام                          |
| 24 يونيو 2007  | طواف سويسرا 2007            | الأول في تصنيف النقاط                            |
| 23 سبتمبر 2007 | طواف إسبانيا 2007           | الأول في تصنيف النقاط                            |
| 01 يونيو 2008  | طواف إيطاليا 2008           | الأول في تصنيف النقاط                            |
| 16 أكتوبر 2008 | غران بيمونتي 2008           | الفائز في التصنيف العام                          |
| 01 يناير 2009  | Tour de Sardaigne 2009      |                                                  |
| 01 يناير 2009  | 2009 Trofeo Pollença        | الفائز في التصنيف العام                          |
| 26 سبتمبر 2010 | جيرو دي توسكانا 2010        | الفائز في التصنيف العام                          |
| 11 فبراير 2011 | طواف قطر 2011               |                                                  |
| 07 أغسطس 2011  | طواف الدنمارك 2011          |                                                  |
| 31 يوليو 2016  | طواف الدنمارك 2016          | الأول في تصنيف النقاط                            |
| 21 سبتمبر 2016 | جيرو دي توسكانا 2016        | الفائز في التصنيف العام                          |

### المراكز
- حقق المركز الـ 3 في طواف قطر 2011

## روابط خارجية
- دانيلي بيناتي على موقع الاتحاد الدولي للدراجات (الإنجليزية)
- دانيلي بيناتي على موقع أرشيف الدراجات (الإنجليزية)
- دانيلي بيناتي على موقع إحصائيات الدراجات الإحترافية (الإنجليزية)
- دانيلي بيناتي على موقع نسبة الدراجات (الإنجليزية)
- دانيلي بيناتي على موقع CycleBase (الإنجليزية)